# Плантаж

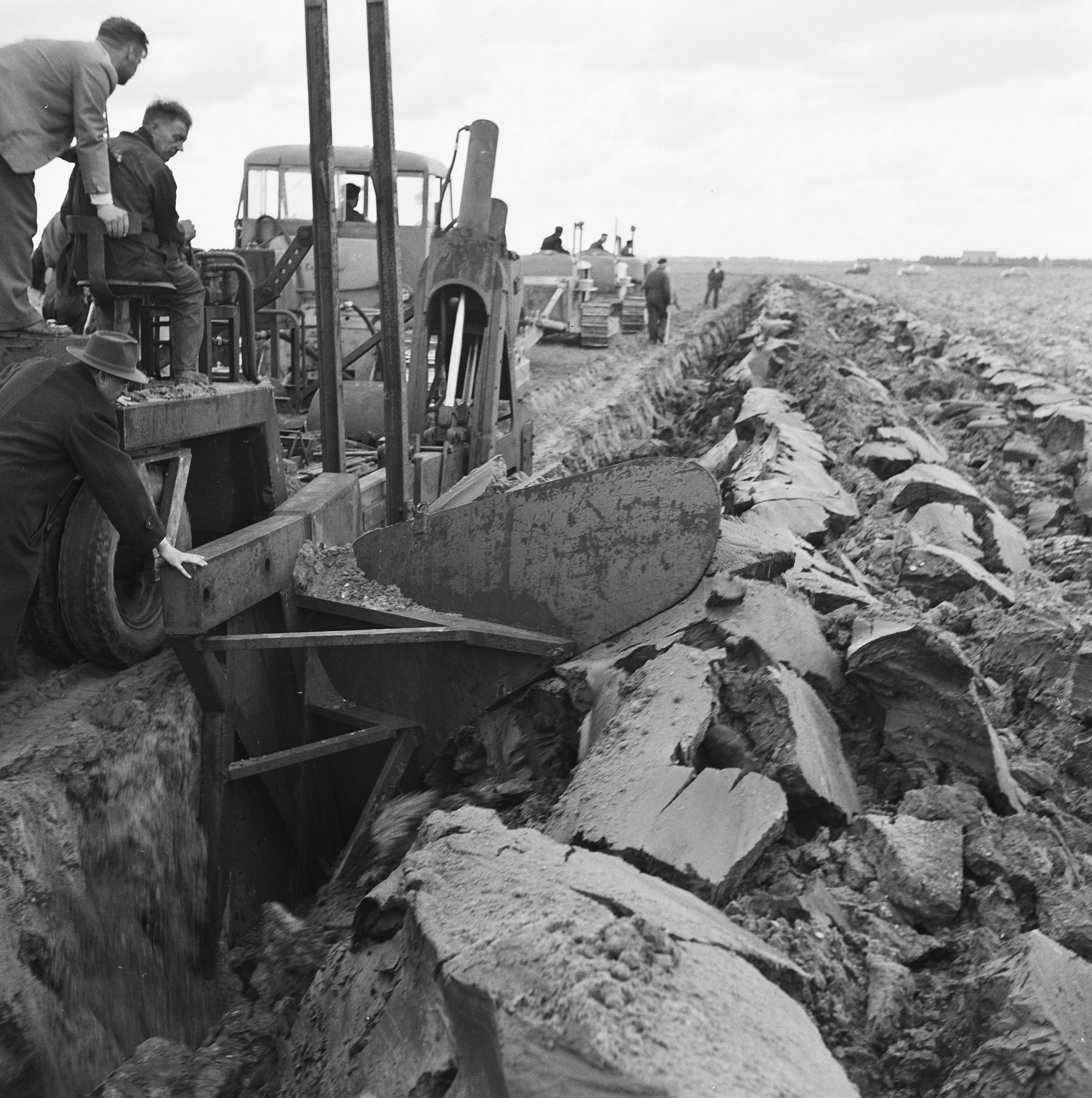
Плантаж плугом в сцепке с 3 гусеничными тракторами

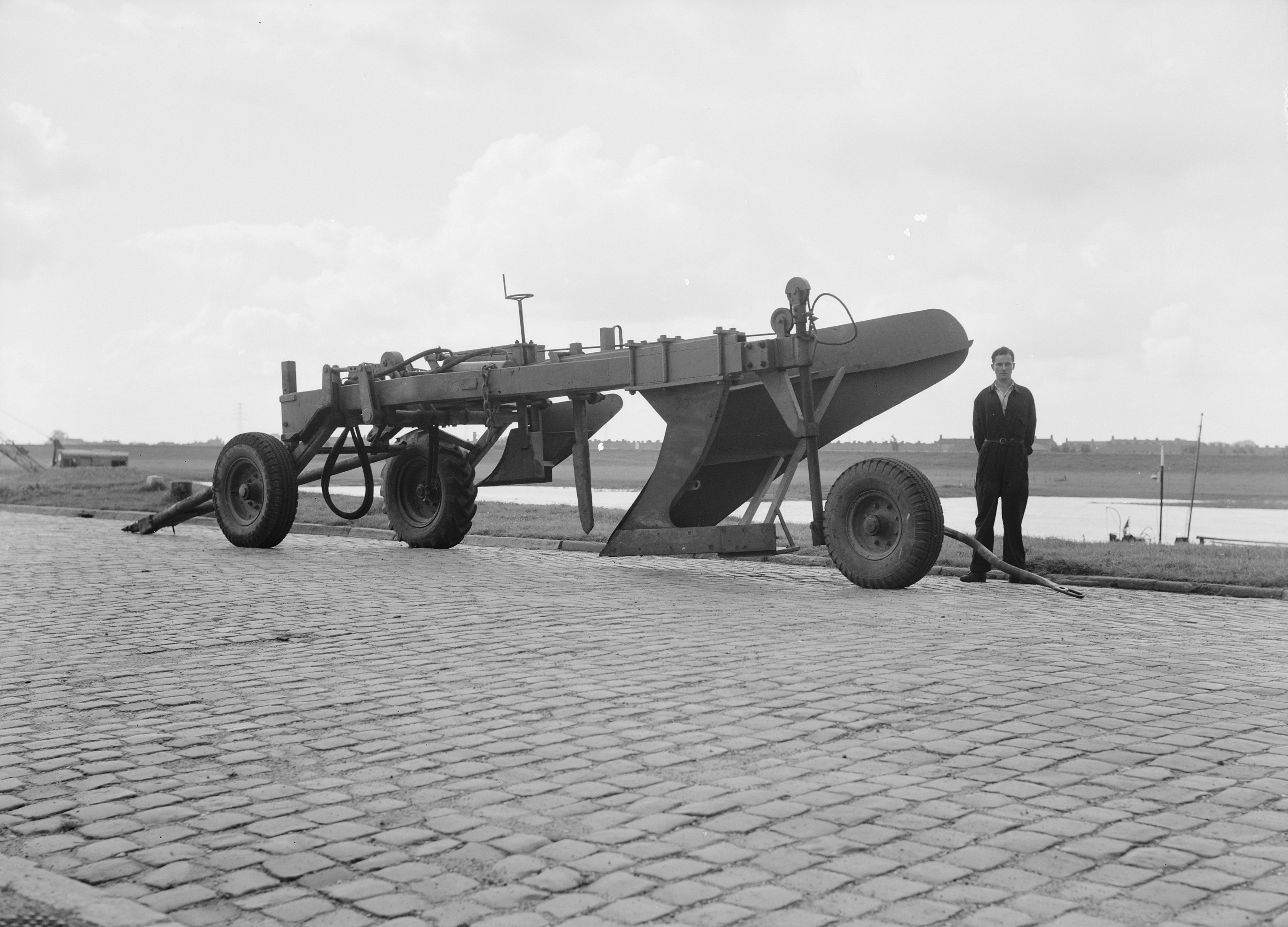
Прицепной однокорпусный плантажный плуг с предплужником

Плантаж (от латинского planto — сажаю), — глубокая (от 40 см до 1 м) вспашка почвы плантажным плугом, в результате которого нижний слой почвы оказывается сверху, а верхний — снизу.
Производится с целью создания более однородных почвенных условий, обогащения слоев массового корнеобитания питательными веществами и уменьшения их плотности за счёт верхних слоёв, улучшения газообмена, уменьшения поверхностного стока осадков, увеличения водопроницаемости и улучшения в целом водного и воздушного режимов корнеобитаемого слоя почвы. Применяется как сплошная глубокая обработка почвы для её окультуривания при подготовке земельного участка под сад.
При ручной обработке почвы производится штыковой лопатой. Земельный участок разбивают на полосы шириной до 80 см. По первой полосе выкапывают канаву на глубину 60 см, отбрасывая почву в сторону. После чего копают вторую полосу, сбрасывая грунт в первую канаву таким образом, чтобы верхний слой почвы оказался на дне канавы, а нижний наверху. Таким образом переваливают грунт всего участка. Одновременно в почву вносят удобрения.